# Diplúrids

Patró d'ulls de Masteria petrunkevitchi

Els diplúrids (Dipluridae) són una família d'aranyes migalomorfes. Fou descrita per primera vegada per Eugène Simon l'any 1889.
Són taràntules que fabriquen la teranyina en tub o embut (en anglès, funnel-web tarantulas), que sovint té una forma bastant desordenada. Alguns exemplars fan caus recoberts de seda en comptes de teranyina.

## Descripció
Són aranyes d'una mida entre mitjana i petita, des d'uns 3 mm fins a uns 15 mm. Com altres migalomorfs, tenen els quelícers ortognats i es caracteritzen per no tenir rastellum –una filera de espines rígides– en cada un dels seus quelícers. La regió cefàlica no és més alta que la toràcica, i presenten un solc toràcic que és un forat circular. Posseeixen dos parells de pulmons en llibre, i les seves fileres, amb els òrgans de secreció de seda al final de l'abdomen, són molt llargues; dels dos parells de fileres, les anteriors són molt més curtes que les posteriors, que tenen tres segments de la mateixa mida.

## Distribució i hàbitat
És una família d'aranyes pròpia de l'hemisferi sud del planeta, molt estesa a Amèrica (des del sud dels EUA fins a la part més meridional), Àfrica central i meridional, i diverses zones del sud d'Àsia i d'Oceania.
Els diplúrids poden ser molt comuns en bancs de sora i talls de carreteres als tròpics, com a Trinitat. El gènere més comú als Estats Units, Euagrus, construeix les seves teranyines sota pedres en canyons i congostos humits. És bastant abundant en zones com les Muntanyes Chiricahua d'Arizona.
No se sap el grau de perillositat del seu verí per a l'ésser humà, però és assenyat evitar el contacte directe amb els exemplars més grossos. El gènere Atrax, altament verinós, se solia incloure en aquesta família, però actualment es considera un hexatèlid.

## Sistemàtica: gèneres
El gener de 2019, segons el World Spider Catalog, existien els següents gèneres de diplúrids:
- Allothele Tucker, 1920 (Àfrica)
- Andethele Coyle, 1995 (Perú)
- Australothele Raven, 1984 (Austràlia)
- Caledothele Raven, 1991 (Austràlia)
- Carrai Raven, 1984 (Nova Gal·les del Sud)
- Cethegus Thorell, 1881 (Austràlia)
- Chilehexops Coyle, 1986 (Xile, Argentina)
- Diplura C. L. Koch, 1850 (Sud-amèrica, Cuba)
- Euagrus Ausserer, 1875 (Sud dels EUA fins a Costa Rica, Sud-àfrica, Taiwan)
- Harmonicon F. O. Pickard-Cambridge, 1896 (Guaiana Francesa, Brasil)
- Indothele Coyle, 1995 (Índia)
- Ischnothele Ausserer, 1875 (Mèxic fins a l'Argentina, Carib, Índia)
- Lathrothele Benoit, 1965 (Àfrica)
- Leptothele Raven & Schwendinger, 1995 (Tailàndia)
- Linothele Karsch, 1879 (Sud-amèrica)
- Masteria L. Koch, 1873 (Carib, Amèrica del Sud i Central, Oceania, Austràlia)
- Microhexura Crosby & Bishop, 1925 (EUA)
- Namirea Raven, 1984 (Austràlia)
- Phyxioschema Simon, 1889 (Àsia central)
- Stenygrocercus Simon, 1892 (Nova Caledònia)
- Siremata Passanha & Brescovit, 2018
- Striamea Raven, 1981 (Colòmbia)
- Thelechoris Karsch, 1881 (Àfrica, Madagascar)
- Trechona C. L. Koch, 1850 (Sud-amèrica)
- Troglodiplura Main, 1969 (Austràlia)
- Vilchura Ríos-Tamayo & Goloboff, 2017

### Gèneres extints
Els gèneres extints, amb data a 2017, són:
- †Clostes Menge, 1869 — fòssil, ambre bàltic (Eocè)
  - †Clostes priscus (Menge, 1869)
- †Cretadiplura Selden, 2005 — fòssil, Cretaci inferior[6]
  - †Cretadiplura ceara Selden, 2005
- †Dinodiplura Selden, 2005 — fòssil, Cretaci inferior[6]
  - †Dinodiplura ambulacra Selden, 2005
- †Seldischnoplura Raven, Jell & Knezour, 2015 — fòssil, Cretaci inferior[6]
  - †Seldischnoplura seldeni Raven, Jell & Knezour, 2015
- †Edwa Raven, Jell & Knezour, 2015 — fòssil, Triàsic superior (Norià) Blackstone Formation (Oest del Canadà), Austràlia[6]
  - †Edwa maryae Raven, Jell & Knezour, 2015
- † Phyxioschemoides Wunderlich, 2015 — fòssil, ambre burnès (Cretaci)[7]
  - † Phyxioschemoides collembola Wunderlich, 2015
- † Cethegoides Wunderlich, 2017 — fòssil, ambre burnès (Cretaci)[8]
  - † Cethegoides patricki Wunderlich, 2017

### Superfamília Dipluroidea
Els diplúrids (Dipluridae) van ser l'única família de la superfamília dels dipluroïdeus (Dipluroidea). Les aranyes, tradicionalment, foren classificades en famílies que van ser agrupades en superfamílies. Quan es van aplicar anàlisis més rigorosos, com la cladística, es va fer evident que la major part de les principals agrupacions utilitzades durant el segle XX no eren compatibles amb les noves dades. Actualment, els llistats d'aranyes, com ara el World Spider Catalog, ja ignoren la classificació per sobre del nivell familiar.